# Diphyus castanopyga
Diphyus castanopyga är en stekelart som först beskrevs av Stephens 1835.  Diphyus castanopyga ingår i släktet Diphyus och familjen brokparasitsteklar. Arten är reproducerande i Sverige. Utöver nominatformen finns också underarten D. c. holomelas.